# Выборы губернатора Сахалинской области (2024)
 Выборы губернатора Сахалинской области состоялись в Сахалинской области 8 сентября 2024 года в единый день голосования. Губернатор избирался на 5 лет. На тот же срок избранный губернатор назначает членом Совета Федерации одного из трёх протеже, заявленных при выдвижении.
На 1 июля 2024 года в области было зарегистрировано 372 532 избирателей, из которых около 40,15 % (149 585 избирателей) в городском округе Город Южно-Сахалинск. При этом на выборах президента, состоявшихся в 17 марта 2024 года, в списках избирательной комиссии было 884 528 избирателей из которых приняли участие в голосовании 650 421 человек.
6 июня 2024 года депутаты Сахалинской областной думы назначили выборы на 8 сентября 2024 года (единый день голосования). А уже 7 июня избирательная комиссия постановила провести голосование в течение трёх дней подряд — 6, 7 и 8 сентября 2024 года.
Выборы признаются состоявшимися при любой явке, так как порог явки не установлен. Большинство голосов в первом туре получил действующий губернатор Валерий Лимаренко. Вступив в должность 11 сентября он назначил в Совет Федерации сенатором от администрации Сахалинской области Григория Карасина.

## Предшествующие события
С 7 декабря 2018 года должность губернатора Сахалинской области занимает Валерий Лимаренко. Он был назначен президентом Владимиром Путиным временно исполняющим обязанности губернатора Сахалинской области до вступления в должность избранного на выборах в сентябре 2019 года. На выборах Лимаренко баллотировался в качестве самовыдвиженца, желая чтобы за него проголосовали «жители разных политических взглядов», хотя ранее был членом политического совета партии «Единая Россия». При явке 37 % он получил 56 % голосов избирателей и был избран на 5 лет.
3 апреля 2024 года губернатор Сахалинской области Валерий Лимаренко во время встречи по видеосвязи с президентом Владимиром Путиным сообщил о планах снова баллотироваться на пост главы региона и попросил поддержки. Путин пожелал ему успехов.

## Организация выборов
Избирательная комиссия Сахалинской области состоит из 14 членов с правом решающего голоса. Действующий состав сформирован в декабре 2021 года на 5 лет (2021—2026). Половину назначил губернатор Сахалинской области Валерий Лимаренко, половину — депутаты Сахалинской областной думы. Должность председателя с декабря 2016 года занимает Виктория Черкасова, в декабре 2021 года переизбрана на 5 лет.

### Ключевые даты
- 6 июня Сахалинская областная дума назначила выборы на 8 сентября 2024 года — единый день голосования. 7 июня постановление думы опубликовано в газете «Губернские ведомости» — официальном печатном издании правительства Сахалинской области и Сахалинской областной Думы[9].
- 7 июня избирательная комиссия определила, что выборы пройдут в течение трёх дней подряд: 6, 7 и 8 сентября 2024 года[10]; приняла календарный план мероприятий по подготовке и проведению выборов; определила число лиц, чьи подписи необходимо собрать кандидатом, а также числа муниципальных образований[11].
- с 8 июня по 27 июня до 18.00 (20 дней) — период выдвижения кандидатов.
- агитационный период начинается со дня выдвижения кандидата и прекращается за одни сутки до дня голосования.
- с 27 июня по 7 июля до 18.00 (11 дней) — представление документов для регистрации кандидатов, к заявлениям должны прилагаться листы с подписями в поддержку кандидата.
- с 8 июля по 17 июля (10 дней) — проверка и принятие решения о регистрации кандидата либо об отказе в регистрации.
- с 21 августа по 5 сентября — досрочное голосование[12].
- 6, 7, 8 сентября — дни голосования.

## Кандидаты
За отведённые для выдвижения 20 дней с 8 июня по 27 июня 2024 года было выдвинуто 7 кандидатов. И них 4 кандидата от партий: «Единая Россия» — Валерий Лимаренко, КПРФ — депутат облдумы Павел Ашихмин, СРЗП — Вадим Полицинский, «Новые люди» — Роман Веденеев, и 3 кандидата-самовыдвиженца Руслан Вахитов, Егор Зуев и Сергей Макаров. До 7 июля 2024 года кандидаты должны были собрать подписи и подать документы для регистрации. Самовыдвиженцы документы не предоставили. В итоге 17 июля избирательная комиссия объявила о регистрации только 4 кандидатов, выдвинутых партиями.
| Кандидат          | Возраст              | Должность (на момент выдвижения)                                                                     | Субъект выдвижения                           | Статус                 | Кандидаты в Совет Федерации |
| ----------------- | -------------------- | --- | -------------------------------------------- | ---------------------- | --- |
| Павел Ашихмин     | 43 года (18.02.1981) | депутат Сахалинской областной думы, первый секретарь Комитета Сахалинского областного отделения КПРФ | КПРФ                                         | зарегистрирован        | Анисимов Е. А., водитель автомобиля Завода строительных материалов им. М. А. Федотова; Пономарёв С. А., пенсионер; Варанкин А. А., помощник депутата Госдумы 8 созыва Корниенко А. В. по работе в Сахалинской области                                                                                 |
| Руслан Вахитов    | 31 год (27.09.1992)  | руководитель «Фонда общественной пользы»                                                             | самовыдвижение                               | отказано в регистрации | |
| Роман Веденеев    | 37 лет (29.03.1987)  | депутат Сахалинской областной думы                                                                   | «Новые люди»                                 | зарегистрирован        | Боровиков А. К., зам. директора ООО «Глобал ДВ»; Бутаков И. В., индивидуальный предприниматель; Глухов В. А., директор Спортивной школы олимпийского резерва по греко-римской борьбе города Южно-Сахалинска                                                                                           |
| Егор Зуев         | 31 год (12.04.1993)  | генеральный директор ООО "Сахальянс"                                                                 | самовыдвижение                               | отказано в регистрации | |
| Валерий Лимаренко | 63 года (19.10.1960) | губернатор Сахалинской области, секретарь Сахалинского отделения «Единой России»                     | «Единая Россия»                              | зарегистрирован        | Иконников В. Ю., директор Сахалинского техникума механизации сельского хозяйства; Карасин Г. Б., сенатор в Совете Федерации; Филипенко Ю. А., директор Музейно-мемориального комплекса «Победа» |
| Сергей Макаров    | 34 года (26.03.1990) | начальник технического отдела Издательского дома «Южно-Сахалинск сегодня»                            | самовыдвижение                               | отказано в регистрации | |
| Вадим Полицинский | 41 год (18.06.1983)  | депутат Сахалинской областной думы                                                                   | «Справедливая Россия — Патриоты — За правду» | зарегистрирован        | Мамот Феликс Евгеньевич, военный прокурор 318 военной прокуратуры гарнизона военной прокуратуры Восточного военного округа; Момот Анна Борисовна, главный специалист по научной деятельности отдела по научной и инновационной работе СахГУ; Филилеев Евгений Валерьевич, главный энергетик ООО «СТА» |

## Социология и прогнозы
В середине июля Сергей Макаров прокомментировал избирательную кампанию зарегистрированных соперников Лимаренко «Все прекрасно понимают, что действующий губернатор одержит победу, и никто серьезно включаться в борьбу не собирается».
В конце августа 2024 года на основе социологических опросов прогнозировали победу действующего губернатора с результатом 87 % голосов.
29 августа заместитель директора Центра социальных исследований и технологических инноваций НИУ ВШЭ (Центр «СИТИ») Ефим Фидря заявил: «На Сахалине две трети жителей осведомлены о выборах. Ожидания победы губернатора Валерия Лимаренко достигают 87 %. Явка прогнозируется 39-43 %». 